# Orthonama dryasaria
Orthonama dryasaria là một loài bướm đêm trong họ Geometridae.